# Soner Demirtaş
Soner Demirtaş (* 25. června 1991) je turecký zápasník–volnostylař, bronzový olympijský medailista z roku 2016.

## Sportovní kariéra
Pochází ze zápasnické rodiny z horské obce Çat v provincii Tokat. Od útlého dětství se věnoval národnímu zápasu (karakucak). S volným stylem začínal ve 13 letech v Tokatu. Reprezentuje istanbulský klub IBBSK. V turecké volnostylařské reprezentaci se pohybuje od roku 2011 ve váze do 74 kg. V roce 2012 se na olympijské hry v Londýně nekvalifikoval a Turecko nemělo v jeho váze v Londýně zastoupení. V roce 2016 se prvním místem na 1. světové olympijské kvalifikaci v Ulánbátaru kvalifikoval na olympijské hry v Riu v roce 2016. V Riu porazil v úvodním kole silného Mongola Önörbata těsně 4:2 na technické body, ve čtvrtfinále však prohrál výrazně 0:7 s Íráncem Hasanem Jazdáním. Přes opravy se probojoval do souboje o třetí místo proti Kazachu Galymdžanu Öserbajevovi, který vyhrál jednoznačně 6:0 na technické body a získal bronzovou olympijskou medaili.

## Výsledky
| Olympijské hry     | —   |   |    |   | —  |     |     |     | 3. |    |    |     |  |  |  |  |  |  |  |  |  |  |  |  |
| Mistrovství světa  |     | — | —  | — |    | úč. | úč. | úč. |    | 3. | 5. | úč. |  |  |  |  |  |  |  |  |  |  |  |  |
| Evropské hry       |     |   |    |   |    |     |     | 2.  |    |    |    | 2.  |  |  |  |  |  |  |  |  |  |  |  |  |
| Mistrovství Evropy | —   | — | —  | — | 5. | úč. | 3.  | 2.  | 1. | 1. | 1. | —   |  |  |  |  |  |  |  |  |  |  |  |  |
| MS juniorů         | —   | — | 2. | — |    |     |     |     |    |    |    |     |  |  |  |  |  |  |  |  |  |  |  |  |
| ME juniorů         | —   | — | 2. | — |    |     |     |     |    |    |    |     |  |  |  |  |  |  |  |  |  |  |  |  |
| ME dorostenců      | úč. |   |    |   |    |     |     |     |    |    |    |     |  |  |  |  |  |  |  |  |  |  |  |  |